# 賽德斯
賽德斯(全名:賽德斯電競 英文:SADES)是一個國際著名的電腦周邊產品的製造商,專門生產電子競技的産品。

## 歷史

### 1994年
賽德斯正式面世,當時公司命為「SDES」。

### 1995-1996年
正式通過CE、ROHS等認正。

### 2006年
進入台灣市場

### 2013年
世界電子競技大賽唯一指定耳機設備商。

### 2014年
被「OMG」戰隊指定使用